# 艾尔弗雷德·梅洛斯
艾尔弗雷德·梅洛斯（英語：Alfred Mellows，1922年6月8日—1997年7月11日），英国前男子赛艇运动员。他曾代表英国参加1948年夏季奥林匹克运动会赛艇比赛，获得男子八人单桨有舵手银牌。